# クロアチアとセルビアの関係
クロアチアとセルビアの関係（英語: Croatia–Serbia relations）は、クロアチアとセルビアとの間における国際関係である。クロアチア独立戦争を経て、両国は1996年9月に外交関係を樹立した。
1918年から1991年まで、両国はユーゴスラビアの一部であった。現在、241kmの国境線を抱えている。2011年のクロアチア国勢調査によると、18万6633人のセルビア系住民がクロアチアに住んでいる。2011年のセルビア国勢調査によると、5万7900人のクロアチア系住民がセルビアに住んでいる。微小ながらも、シャレングラード島、ヴコヴァル島に関する論争を含んだ対立は今なお続いている。
クロアチアはベオグラードに大使館を、スボティツァに総領事館を構えている。セルビアはザグレブに大使館を、リエカとヴコヴァルの2ヶ所に総領事館を構えている。

## 歴史

### 第二次世界大戦
1941年4月、ユーゴスラビア王国はドイツとイタリアに占領された。第二次大戦中、今日のクロアチアに相当する地域は親枢軸国のウスタシャ運動に支配されていた。この運動は、いわゆるクロアチア独立国と呼ばれていた支配地域からセルビア人、ユダヤ人、ロマ人などを民族浄化しようと考えて、ジェノサイドを強行した。サイモン・ウィーゼンタール・センターの推計では、ヤセノヴァツ強制収容所だけで少なくとも10万人のセルビア人、ユダヤ人、ロマ人、反ファシズムのクロアチア人などが殺害されたという。ヨシップ・ブロズ・チトー率いるパルチザンが戦勝したことによって、クロアチアの民族主義団体ウスタシャとセルビアの民族主義団体チェトニックがいずれも駆逐され、両国はユーゴスラビア社会主義連邦共和国の一部となった。

### 独立戦争
1991年から1995年にかけての期間は、クロアチア独立戦争として位置づけられる。クロアチア在住のセルビア系住民のために建国された自称クライナ・セルビア人共和国が、1991年から1992年にかけてセルビアとモンテネグロから成るユーゴスラビア連邦軍の残党に占領されて、ユーゴスラビア連邦共和国による軍事援助を通じて支援を受けた。クロアチア軍と対峙するクライナ・セルビア人共和国に対してユーゴスラビア連邦政府が支援した理由は、旧ユーゴスラビア地域におけるセルビア人勢力の現状維持を統一したまま保つことが共通の利益となるためであり、当時存続していたユーゴスラビア国家として留め置くため、あるいはベオグラード政府に対しての代理人役を果たす衛星国とするためであった。

## 近年の対立

### コソボ問題
セルビアが不可分な領土であるとするコソボに対し、2008年3月19日、クロアチアは独立した主権のある共和国としてコソボを承認した。

### ロシアへの対応
2024年2月中旬、クロアチアの小さな町のカーニバルでロシアのプーチン大統領とセルビアのブチッチ大統領の人形が燃やされたのがきっかけで外交問題に発展した。クロアチアのグルリッチラドマン外務・欧州問題相はセルビアを「ロシアの衛星」と呼び、ブチッチ大統領はクロアチアが内政干渉で噓つきだと批判した。

## 外交使節

### 駐セルビア・クロアチア大使
- ダヴォル・ボジノヴィッチ（英語版）（2002～2004年）
- トンチ・スタニチッチ（2004～2008年）
- ジェリコ・クプレシャク（2008～2013年）
- ゴルダン・マルコティッチ（2013～2017年）
- ゴルダン・バコタ（2017年～）

### 駐クロアチア・セルビア大使
- ミラン・スィムルディッチ（2001～2005年）
- ラディヴォイ・ツヴィエティチャニン（2005～2009年）
- スタニミル・ヴキチェヴィッチ（英語版）（2009年～）
- （臨時代理大使）ボサ・プロダノヴィッチ
- ミラ・ニコリッチ（2015年～）